# Kudausfushi
Kudausfushi (auch: Mahufuri) ist eine Insel des Mulaku-Atolls im Süden des Inselstaates Malediven in der Lakkadivensee (Indischer Ozean).

## Geographie
Die Insel liegt in der Nähe der Südspitze, im Ostsaum des Atolls, zwischen Maausfushi und Dhekunuboduveli.